# Plouvien
Plouvien – miejscowość i gmina we Francji, w regionie Bretania, w departamencie Finistère.
Według danych na rok 1990 gminę zamieszkiwało 2886 osób, a gęstość zaludnienia wynosiła 86 osób/km² (wśród 1269 gmin Bretanii Plouvien plasuje się na 195. miejscu pod względem liczby ludności, natomiast pod względem powierzchni na miejscu 217.).